# Acelerador de partículas

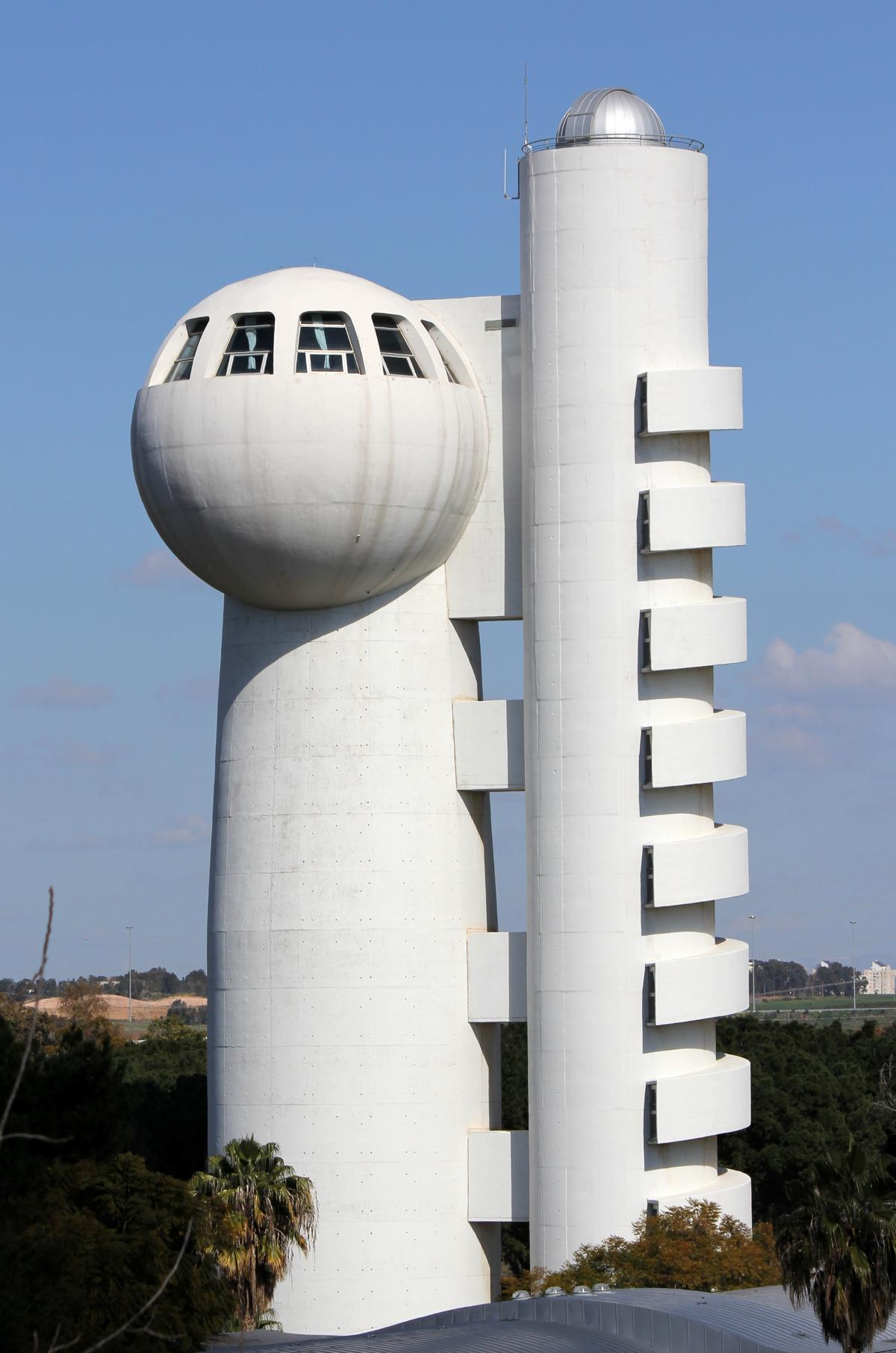
O acelerador de partículas do Instituto Weizmann da Ciência em Rehovot, Israel.

Os aceleradores de partículas são dispositivos que fornecem energia a feixes de partículas subatômicas eletricamente carregadas. Todos os aceleradores de partículas possibilitam a concentração de grande energia em pequeno volume e em posições arbitradas e controladas de forma precisa.
Exemplos comuns de aceleradores de partículas são os televisores de projeção traseira e os equipamentos geradores de raios X. Aceleradores também são usados na produção de isótopos radioativos, na radioterapia do câncer, na radiografia de alta potência para uso industrial e na polimerização de plásticos.

## Partículas estudadas
Além das partículas mais básicas, elétrons, prótons e nêutrons, outras também podem ser detectadas e aceleradas. Por exemplo: existe a possibilidade de se acelerar partículas compostas, ou seja, partículas alfa, que são constituídas por dois prótons e dois nêutrons.

## Tipos de aceleradores

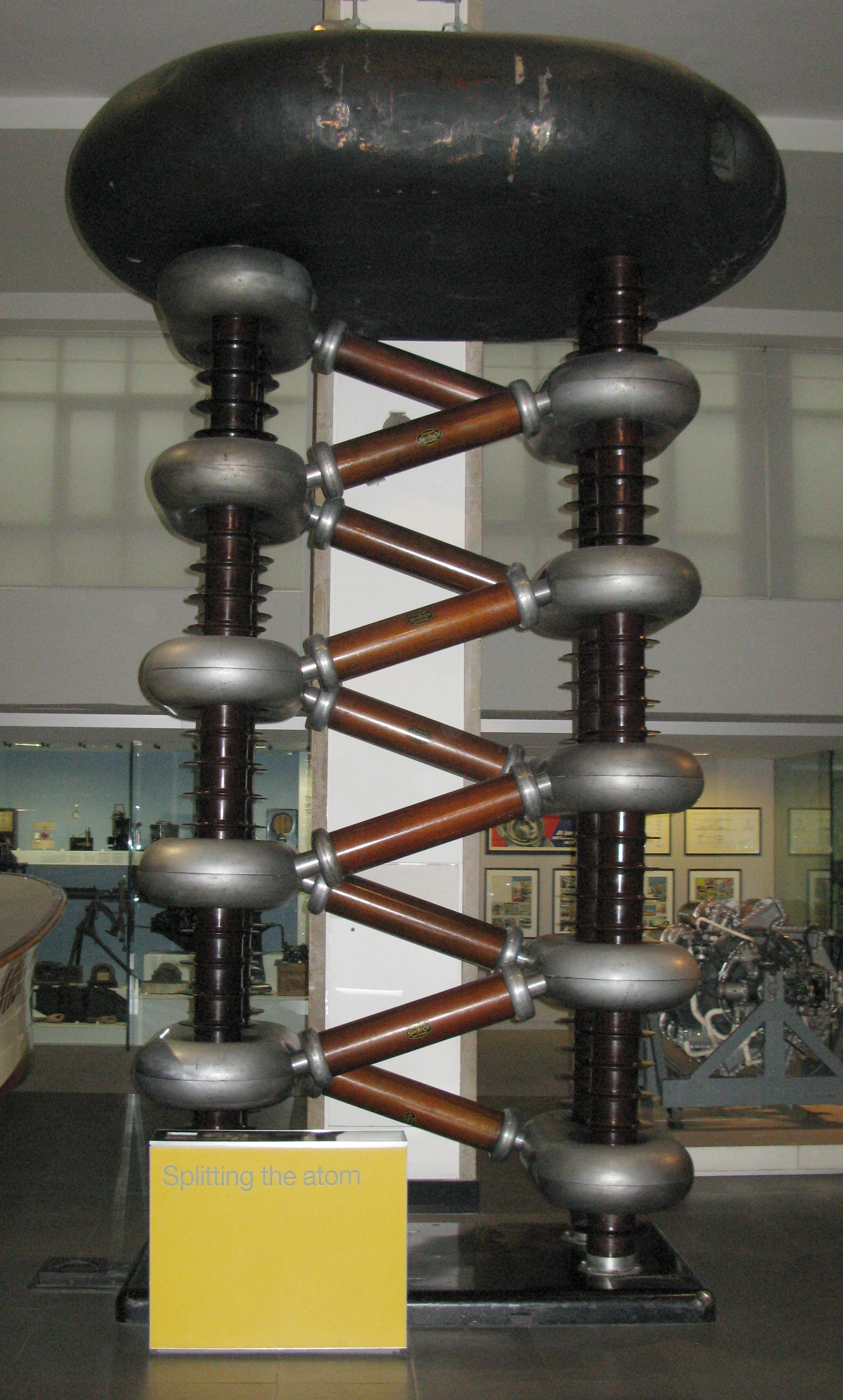
Acelerador de partículas fabricado pela Philips-Eindhoven em 1937 para pesquisa.

O acelerador de partículas é um instrumento essencialmente construído utilizando uma fonte de partículas carregadas expostas a campos elétricos que as aceleram. Após a aceleração passam em seguida por um campo magnético que as desvia de suas trajetórias focalizando-as e controlando as direções (defletindo-as).
Todos os tipos de aceleradores independentemente de seu grau de avanço tecnológico obedecem aos mesmos princípios básicos. Devido à disposição geométrica dos campos eletromagnéticos responsáveis pela aceleração das partículas, basicamente são classificados em dois tipos: cíclicos e lineares.
Para que possam ocorrer às condições mais próximas do ideal, existe a necessidade de geração de vácuo de excelente qualidade na região de trânsito, evitando assim a dispersão destas pelas moléculas de gases que porventura estejam em sua trajetória.

### Tubos de raios catódicos
Um exemplo simples de acelerador de partículas, com todas as características citadas acima, são os tubos de raios catódicos de aparelhos de televisão. Estes dispositivos dispõem, numa de suas extremidades, um cátodo onde os elétrons ganham energia pelo aquecimento, escapando de seus átomos e ficando “livres”.
Cada elétron possui uma negativação individual. Ao se destacar do cátodo aquecido pelo filamento (efeito Édison) estas partículas ficam expostas a um campo elétrico estabelecido pela aplicação de uma diferença de potencial entre aquele cátodo e o outro extremo, ou ânodo nas proximidades da tela.
Uma vez emitidos, os elétrons são acelerados em direção a um foco entre um elétrodo chamado grade de controle e a um ânodo chamado de primeiro ânodo. A diferença de potencial aplicada à grade de controle determina a corrente eletrônica ou fluxo eletrônico, mais fluxo, mais brilho, menos fluxo, menos brilho, ou seja, controla o bombardeio de elétrons na tela.
A diferença de potencial do primeiro ânodo num tubo hipotético gira em torno de 250 V, proporcionando assim uma primeira aceleração em sua direção, porém, não há a captura das partículas, pois estão sendo atraídas em direção a um potencial maior. A alta tensão está presente no segundo ânodo, esta gira em torno de + 12 000 V, que atrai os elétrons ainda mais, porém, estes passam em alta velocidade e ainda não são capturados devido a geometria tubular do elétrodo.
Acelerados, os elétrons que passaram pelo primeiro e segundo ânodos são agora manipulados eletronicamente num terceiro ânodo, o de ajuste de foco, isto é, aquele que “afina” ou "alarga" o diâmetro do feixe tal qual uma lente eletrônica cuja tensão gira em torno de + 300 V.
Observe-se que os ânodos são positivos, portanto, em cada atração os elétrons ganham mais energia e são mais acelerados. Para facilitar a passagem da corrente eletrônica e dificultar a captura dos elétrons, os ânodos são cilíndricos.
Após passar pelos três primeiros ânodos, os elétrons ainda são acelerados em direção a um quarto ânodo cuja diferença de potencial é em torno de + 12 000 V também acelerando-os ainda mais.
Após passarem pelos ânodos, os elétrons são então desviados de suas trajetórias por bobinas de deflexão horizontal e vertical (bobinas que geram campo magnético) cuja função é executar a “varredura” para atingir a tela, e ao fazê-lo, ocorre a luminescência (o brilho ou luminescência, que tem cor pré definida conforme o ponto da tela, ocorre devido a mudança de estado energético dos átomos de fósforo depositados sob a tela).

### Aceleradores lineares
Os aceleradores lineares fazem a partícula seguir uma trajetória retilínea onde a energia final obtida é proporcional à soma das diferenças de potencial geradas a partir dos mecanismos de aceleração dispostos ao longo da trajetória. Estes aceleradores são desenvolvidos de duas formas ou sistemas.
- O primeiro sistema é usado para elétrons e utiliza uma onda eletromagnética caminhante. O campo elétrico dessa onda fica orientado no sentido longitudinal, e fornece a energia cinética para os elétrons.

Este equipamento é provido de uma câmara de aceleração composta de um tubo de vácuo cilíndrico, formando um guia de ondas que direciona o campo acelerador. Existe também um amplificador de potência de radiofrequência (RF), (tipicamente uma válvula klystron) de vários megawatts que excita a câmara aceleradora com a onda eletromagnética. Para que ocorra a aceleração, é preciso assegurar a sincronização dos elétrons com a velocidade de fase da onda.
O desenvolvimento integral deste sistema de aceleração ocorreu a partir de meados da Segunda Guerra Mundial, esta espera ocorreu porque a teoria avançou mais rápido que a prática, e a tecnologia de RF necessitou se desenvolver para a produção do equipamento.
- O segundo sistema de aceleração linear utiliza o método de ondas eletromagnéticas estacionárias, estas podem acelerar prótons, íons ou elétrons.

Os prótons possuem massa em torno de duas mil vezes a dos elétrons, portanto não conseguem atingir rapidamente a velocidade de fase de uma onda caminhante impossibilitando o sincronismo com a mesma.
No Brasil, o desenvolvimento de aceleradores lineares se deve ao conhecimento e capacidade do Prof. Argus Moreira e sua equipe que projetou e construiu quatro máquinas no Centro Brasileiro de Pesquisas Físicas, no Rio de Janeiro. Ainda em funcionamento, alguns desses aceleradores ajudam na formação de físicos, engenheiros e técnicos e o desenvolvimento de novas técnicas científicas.

### Aceleradores eletrostáticos
Um acelerador eletrostático é um tipo de acelerador de partículas no qual partículas carregadas (elétrons, prótons ou íons) ganham energia cinética por meio de um campo elétrico produzido por uma grande diferença de potencial (alta tensão).
Este acelerador é normalmente identificado pelo tipo de gerador de alta tensão utilizado. A alta tensão pode ser gerada retificando-se uma tensão alternada (gerador Cockcroft-Walton), ou usando-se um sistema mecânico para o transporte de carga eletrostática até o terminal de alta tensão (gerador Van de Graaff).

## Aceleradores cíclicos

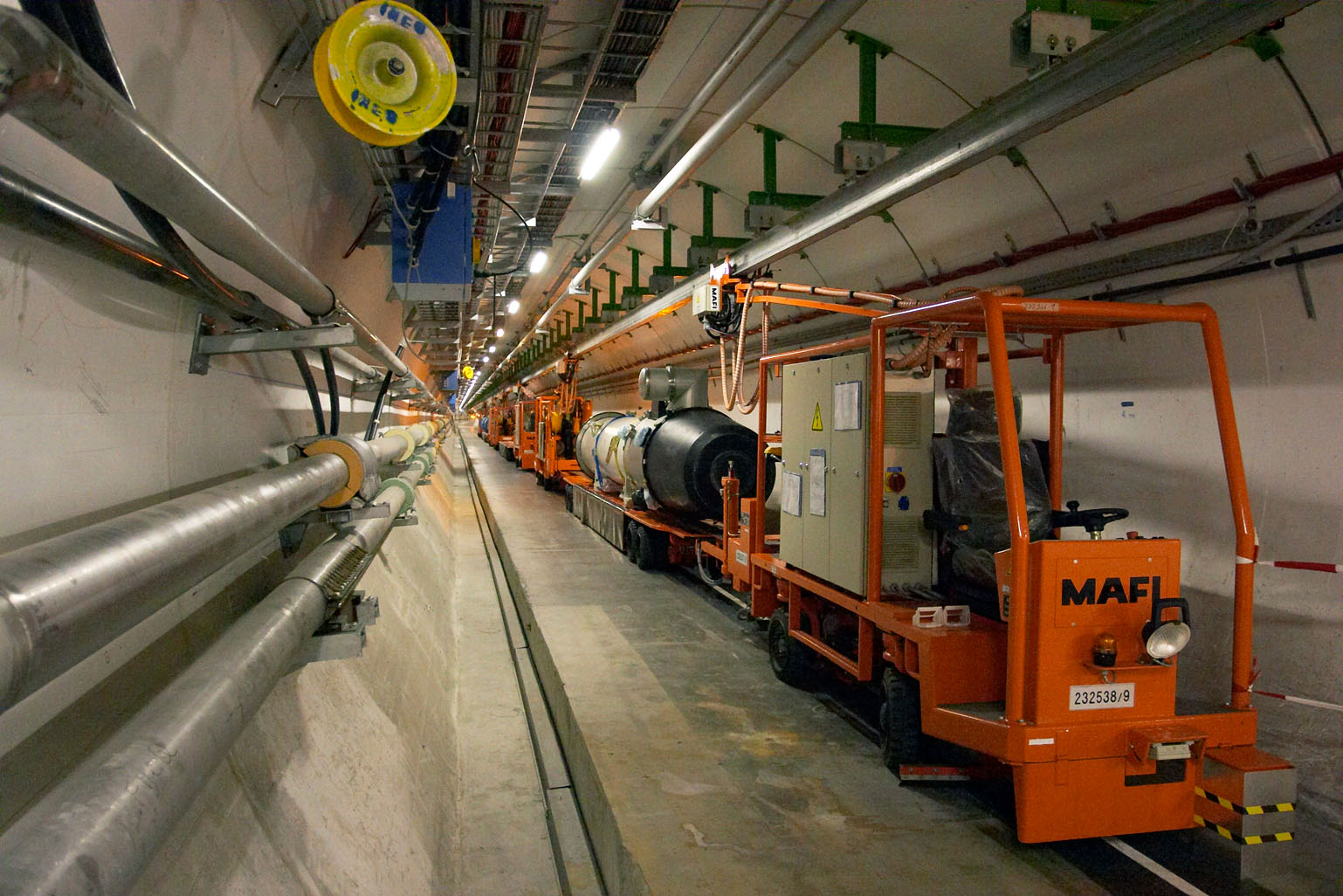
Interior do túnel do LHC, no CERN.

Além dos aceleradores lineares existem os aceleradores cíclicos. Estes são construídos para promover a trajetória curvada das partículas pela ação dos campos magnéticos em espiral ou circular.
Este tipo de acelerador força a partícula a passar diversas vezes pelos sistemas de aceleração. A energia final das partículas depende da amplitude da diferença de potencial aplicada e do número de voltas que estas dão no dispositivo. Os tipos de aceleradores cíclicos mais utilizados são o cíclotron e o síncrotron.

### Cíclotron
O cíclotron possui dois eletrodos com a forma de um D, estes são ocos e semicirculares. Sua montagem é numa câmara de vácuo entre os polos de um eletromagneto. Os prótons, dêuterons (núcleo de um átomo de deutério, constituído por um próton e um nêutron) ou outros íons de maior massa começam a se locomover no interior dos eletrodos em forma de D. Neste momento é injetada uma diferença de potencial alternada de alta frequência e potência nos eletrodos cuja frequência é próxima à da circulação iônica, produzindo assim saltos de aumento de velocidade cada vez que estes passam de um eletrodo para o outro subsequente. O que ocorre com as partículas neste momento, é uma trajetória em forma hipoide ou de semicírculos cujos raios são crescentes havendo então uma perda do foco do feixe. É necessário então um sistema de "focalização" para forçar os íons numa trajetória pré determinada, evitando assim a perda iônica por espiralamento. Causando uma repolarização forçada através da variação radial negativa do campo magnético, haverá sobre a partícula uma pequena componente perpendicular ao plano do movimento de aceleração. Este efeito manterá a trajetória da partícula estável não permitindo a perda desta para fora do acelerador. Essa componente de correção é primordial, pois a trajetória total da partícula muitas vezes chega a centenas de metros e, conforme o caso, milhares.
A correção de trajetória pela focalização do feixe iônico somado ao efeito relativístico causa um aumento de massa nas partículas, pois é sabido que ao se aumentar sua energia acaba havendo o surgimento de uma diferença entre a frequência de oscilação do potencial acelerador e a frequência de circulação da partícula num segmento da sua trajetória. Este efeito gera um erro inflacionário, que aumenta a cada volta, limitando assim a energia máxima da partícula.

### Sincrocíclotron
Para resolver este problema do erro exponencial, ou inflacionário, é necessário variar a frequência aplicada aos eletrodos em forma de D, assim pode-se alterar a focalização iônica através da variação dos campos magnéticos sobre as partículas. Para tal, foi desenvolvido um equipamento chamado sincrocíclotron cuja construção foi possível porque existem órbitas estáveis onde a frequência de revolução é igual à frequência da diferença de potencial aplicada aos eletrodos. A patente do sincrocíclotron foi concedida a Edwin McMillan em 1952.
Neste sistema, quando é diminuída a frequência de oscilação, as partículas têm uma afinidade à sua órbita tendendo então em permanecer nesta, pois absorvem energia dos campos elétricos dos eletrodos. Ao se manter a estabilidade de sincronismo, as partículas acabam ganhando energia e tendem a se movimentar em órbitas cujos raios são crescentes até a órbita máxima permitida pelo projeto do eletromagneto. O sincrocíclotron praticamente não tem limites no número de revoluções necessárias para a obtenção de uma dada energia.

### Síncrotrons

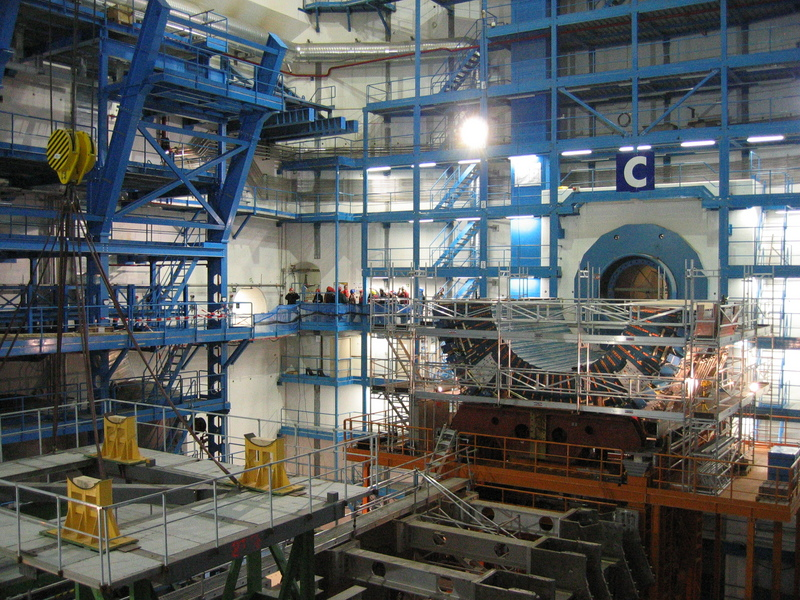
Detector ATLAS sendo montado em CERN

O desenvolvimento dos síncrotrons foi necessário para melhorar as soluções de aceleração de partículas cujas trajetórias são de raios fixos. Estes, da mesma forma que os cíclotrons, aceleram as partículas eletricamente e as confinam em campos magnéticos. A diferença é que o síncrotron utiliza o princípio da estabilidade de fase, mantendo desta forma o sincronismo entre o campo elétrico aplicado e a frequência de revolução da partícula.
O funcionamento se dá através de um campo magnético que causa a deflexão da partícula para uma órbita circular, e cuja intensidade do campo é modulada de forma cíclica, mantendo assim órbitas cujo raio é bastante estável e constante, apesar do ganho de energia e massa consequentemente. Uma vez que se usa o campo magnético para manter a órbita ao invés de acelerá-la, as linhas de campo magnético só são necessárias na região anular que é definida pela órbita. O campo é gerado por um eletromagneto anular.

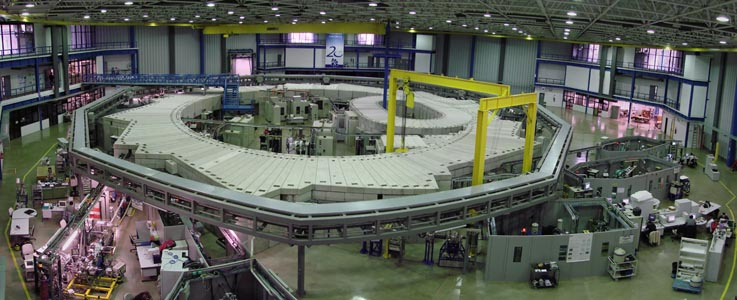
Fotografia panorâmica do Laboratório Nacional de Luz Síncrotron, em Campinas, estado de São Paulo, um dos únicos aceleradores de partículas do hemisfério sul.

Os síncrotrons de prótons são os aceleradores de partículas que atingem a maior energia chegando a 800 GeV, enquanto o síncrotron de elétrons alcança no máximo 12 GeV. A velocidade do próton só chega próxima da velocidade da luz no vácuo com uma energia acima de 1 GeV. O próton acelerado não perde energia por radiação, ou se perde é muito pouco. Os elétrons adquirem uma velocidade muito alta a energias relativamente baixas, e quando defletidos por campos magnéticos irradiam energia eletromagnética próxima do comprimento de onda dos raios X. Essa energia irradiada precisa ser reposta pelo sistema acelerador.

### Mícrotron
O mícrotron é um acelerador de elétrons que utiliza cavidades ressonantes como elementos de aceleração.  As cavidades são alimentadas com ondas eletromagnéticas de frequência fixa, tipicamente na região de micro-ondas.  Trata-se de um acelerador recirculado, ou seja, os elétrons são guiados por campos magnéticos e descrevem várias órbitas. A cada órbita os elétrons passam pelas mesmas cavidades ressonantes, ganhando mais energia a cada passagem. O mícrotron clássico foi inventado por Vladimir Veksler, em 1944.

### Betatron
O betatron é um acelerador de elétrons cíclico. Foi desenvolvido por Donald Kerst na Universidade de Illinois em 1940. O betatron é essencialmente um transformador elétrico, que possui como enrolamento secundário, uma câmara de vácuo de formato toroidal. É nesta câmara que os elétrons são injetados e acelerados. Ele recebeu este nome pelo fato das partículas beta serem elétrons de alta energia.

### Câmaras de vácuo anulares
Existem outros equipamentos que são usados para acelerar partículas. Praticamente consistem num par de câmaras de vácuo em forma anular. O sistema é utilizado para armazenar feixes de partículas altamente energéticas e provocar colisões frontais entre eles. As altas energias obtidas a partir destas colisões permitem o estudo das interações entre as partículas fundamentais da matéria e da energia.

## História
Um dos primeiros aceleradores de partículas foi o cíclotron, inventado por Ernest Lawrence em 1929. Este dispositivo, com meros 10 cm de diâmetro, foi o precursor de outros maiores construídos por Lawrence, como o de 150 cm de diâmetro em 1939 e um de cerca de 467 cm em 1942. Este último foi instrumentalizado durante a Segunda Guerra Mundial na busca pela separação do isótopo de urânio para a fabricação da bomba nuclear. Após a guerra, o acelerador voltou a ser utilizado para pesquisa e medicina por muitos anos.
Também por volta de 1929, Robert J. Van de Graaff, inventou um dispositivo mecânico capaz de produzir uma alta diferença de potencial, que ficou conhecido como Gerador Van de Graaff. Posteriormente, a partir dos anos 1930, esses dispositivos foram utilizados como aceleradores de partículas para pesquisas em física nuclear.
O primeiro grande síncrotron de prótons foi o Cosmotron, do Laboratório Nacional de Brookhaven, que acelerou prótons até uma energia de 3 GeV, operando entre 1953 e 1968.
Em Berkeley, o Bevatron, um síncrotron construído em 1954, foi especificamente projetado para acelerar prótons a uma velocidade suficiente para criar antipartículas, confirmando a teoria da simetria entre partículas e antipartículas.
O Alternating Gradient Synchrotron (AGS) em Brookhaven, inaugurado em 1960, foi o primeiro grande síncrotron a utilizar ímãs com gradiente alternado e "foco forte", uma técnica que mantém o feixe de partículas mais concentrado, reduzindo a necessidade de grandes ímãs e diminuindo o tamanho e custo do equipamento. O Síncrotron de Prótons (PS), construído no CERN em 1959, foi o primeiro grande acelerador de partículas europeu, sendo semelhante ao AGS.
O Acelerador Linear de Stanford (SLAC) começou a operar em 1966, acelerando elétrons a 30 GeV em uma extensão de 3 km, enterrado em um túnel. Este acelerador permanece como o maior do tipo, tendo sido atualizado com a adição de anéis de armazenamento e uma área de colisão para elétrons e pósitrons, além de contar com uma fonte de fótons na faixa de raio-x e UV.
O acelerador de partículas do Fermilab, um síncrotron chamado Tevatron, construído em 1987, tinha a forma de um anel que estendia seu feixe de partículas por 6,4 km, operando até 2011, quando foi desativado por cortes de financiamento.
O LEP, do CERN, foi um síncrotron com uma circunferência de 26,6 km, utilizado para colisões de elétrons e pósitrons. O LEP alcançou a energia de 209 GeV antes de ser desmontado em 2000, para que seu túnel fosse utilizado na construção do Grande Colisor de Hádrons (LHC), que se tornou o maior e mais energético acelerador de partículas do mundo, com a marca de 6,5 TeV por feixe (resultando em 13 TeV no total).

### No Brasil
Em 1950, foi construído um betatron na Universidade de São Paulo (USP), com apoio da Comissão Americana de Energia Atômica, verbas da Fundação Rockefeller e financiamentos dos Fundos Universitários de Pesquisas. O acelerador foi essencial nos estudos de reações fotonucleares, funcionando por mais de 20 anos até sua substituição.
Em 1954, foi construído um Gerador Van de Graaff na Universidade de São Paulo (USP), utilizado em pesquisas sobre reações nucleares induzidas por prótons e deuterons. Financiado pela Fundação Rockefeller, pelo Fundo de Pesquisas da USP e por outros organismos norte-americanos, o gerador permaneceu ativo até o início dos anos 1970, ajudando a formar uma valiosa geração de físicos brasileiros. Em 1972, no Brasil, o acelerador Van de Graaff foi desmontado, e a pesquisa nuclear no Instituto de Física da USP passou a ser realizada com um acelerador eletrostático, o Pelletron. Em memória, o prédio que abrigava o Van de Graaff preservou seu nome até hoje.
Em 1969, a Universidade de Stanford doou o MARK II, um acelerador linear de elétrons para Universidade de São Paulo (USP), onde foi remontado e funcionou de 1971 até 1993.

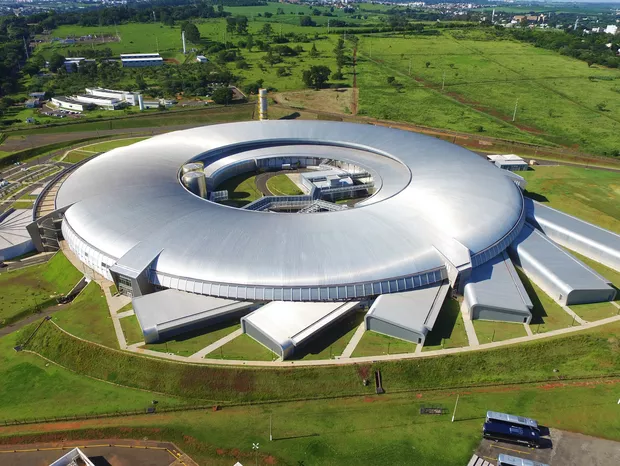
(Acelerador de partículas Sirius, localizado no Laboratório Nacional de Luz Síncrotron. Foto: Divulgação/CNPEM)

Em 1997, o Laboratório Nacional de Luz Síncroton inaugurou o primeiro acelerador de partículas síncrotron operacional no Brasil, o UVX, um equipamento valioso nas pesquisas desenvolvidas no país. No entanto, com o tempo, tornou-se obsoleto em relação às tecnologias estrangeiras, sendo desativado em 2019 com a chegada do síncrotron Sirius, a maior e mais complexa infraestrutura de pesquisa já construída no país. O responsável pelo projeto é o Centro Nacional de Pesquisa em Energia e Materiais. Batizado com o nome da estrela mais brilhante do céu noturno, o acelerador de partículas de 68 mil metros quadrados inaugurado em 2018 é considerado um equipamento de quarta geração, competindo com um instrumento parecido na Suécia, o MAX IV, inaugurado em 2016, e com o upgrade do European Synchrotron Radiation Facility (ESRF), na França.
O Sirius é um acelerador de partículas de luz síncrotron, um tipo de radiação eletromagnética de alto fluxo e alto brilho e que abrange a luz visível, a infravermelha, a radiação ultravioleta e até raios-X. Esse tipo de radiação é amplamente utilizado para investigar a estrutura de materiais em nível atômico e molecular, oferecendo informações cruciais para a física, química e biologia. Assim, o LNLS desempenha um papel importante no desenvolvimento de novos materiais e na realização de pesquisas avançadas em várias áreas da ciência.

## Os maiores equipamentos
Os maiores e mais poderosos aceleradores, como o LHC, lançado no dia 10 de setembro de 2008 e o Tevatron, são usados para física experimental na pesquisa básica das interações fundamentais. Em janeiro de 2019, CERN anunciou a intenção de construir um acelerador de partículas ainda maior, medindo cerca de 100 km, a um custo estimado de 21 bilhões de euros.

## Energias maiores
Atualmente, os aceleradores de partículas de maior energia são todos supercolisores circulares, mas tanto os aceleradores de hádrons quanto os de elétrons estão atingindo seus limites. Aceleradores cíclicos de hádrons e íons de maior energia precisarão de túneis de aceleração de tamanho físico maior devido ao aumento da rigidez magnética.
Para os aceleradores cíclicos de elétrons, o limite no raio de curvatura prático é imposto pelas perdas de radiação síncrotron, e a próxima geração provavelmente serão aceleradores lineares com comprimento 10 vezes maior que os atuais. Um exemplo de acelerador linear de próxima geração é o proposto Colisor Linear Internacional com 40 km de comprimento.
Acredita-se que a aceleração por campos de plasma na forma de "afterburners" com feixes de elétrons e pulsadores a laser independentes possa proporcionar aumentos dramáticos na eficiência em relação aos aceleradores de radiofrequência dentro de duas a três décadas. Nos aceleradores por campos de plasma, a cavidade magnética é preenchida com plasma (em vez de vácuo). Um pulso curto de elétrons ou luz laser constitui ou precede imediatamente as partículas que estão sendo aceleradas. O pulso perturba o plasma, fazendo com que as partículas carregadas no plasma se integrem e se movam em direção à parte traseira do feixe de partículas que está sendo acelerado. Esse processo transfere energia para o feixe de partículas, acelerando-o ainda mais, e continua enquanto o pulso for coerente.
Gradientes de energia tão íngremes quanto 200 GeV/m foram alcançados em distâncias de escala milimétrica usando pulsadores a laser e gradientes aproximando-se de 1 GeV/m estão sendo produzidos em escalas de múltiplos centímetros com sistemas de feixes de elétrons, em contraste com um limite de cerca de 0,1 GeV/m para aceleração apenas por radiofrequência. Aceleradores de elétrons existentes, como o SLAC, poderiam utilizar afterburners de feixes de elétrons para aumentar significativamente a energia de seus feixes de partículas, ao custo da intensidade do feixe. Sistemas de elétrons, em geral, podem fornecer feixes bem colimados e confiáveis; sistemas a laser podem oferecer mais potência e compactação. Assim, os aceleradores por campos de plasma poderiam ser utilizados – se questões técnicas puderem ser resolvidas – para aumentar tanto a energia máxima dos maiores aceleradores quanto para levar altas energias a laboratórios universitários e centros médicos.
Gradientes superiores a 0,25 GeV/m foram alcançados por um acelerador a laser dielétrico, o que pode representar uma abordagem viável para a construção de aceleradores compactos de alta energia.Usando pulsos de laser com duração de femtossegundos, foi registrado um gradiente de aceleração de elétrons de 0,69 GeV/m para aceleradores a laser dielétricos.Gradientes mais altos, da ordem de 1 a 6 GeV/m, são esperados após mais otimizações.

### Conceitos avançados
Conceitos avançados de aceleradores englobam métodos de aceleração de feixes com gradientes que vão além do estado da arte em instalações operacionais. Isso inclui métodos de diagnóstico, tecnologia de temporização, necessidades especiais para injetores, ajuste de feixes, dinâmica de feixes e desenvolvimento de simulações adequadas. Workshops dedicados a este assunto são realizados nos EUA (em locais alternados) e na Europa, principalmente na Ilha d'Elba. A série de Workshops sobre Conceitos Avançados de Aceleradores, realizada nos EUA, começou como uma série internacional em 1982. A série de Workshops sobre Conceitos Avançados de Aceleradores da Europa começou em 2019. Os tópicos relacionados aos Conceitos Avançados de Aceleradores incluem:
- Aceleração de elétrons e pósitrons por plasma de laser;
- Aceleração baseada em estruturas de alta-gradiente e laser;
- Aceleração por feixe;
- Aceleração de íons por plasma de laser;
- Fontes de feixe, como canhão de elétrons, monitoramento e controle. Veja Física de Aceleradores;
- Simulação computacional para Física de Aceleradores;
- Tecnologia a laser para aceleração de partículas;
- Geração de radiação eletromagnética;
- Colisor de múons.

De acordo com o Problema da dispersão inversa, qualquer mecanismo pelo qual uma partícula produz radiação (onde a energia cinética da partícula é transferida para o campo eletromagnético) pode ser invertido de modo que o mesmo mecanismo de radiação leve à aceleração da partícula (a energia do campo de radiação é transferida para a energia cinética da partícula). O oposto também é verdadeiro: qualquer mecanismo de aceleração pode ser invertido para depositar a energia da partícula em um campo de desaceleração, como em um sistema de recuperação de energia cinética. Este é o princípio que permite um linac de recuperação de energia. Esse princípio, que também está por trás dos aceleradores por campos de plasma ou dielétricos, levou a alguns outros desenvolvimentos interessantes em conceitos avançados de aceleradores:
- O Efeito Tcherenkov levou ao acelerador de efeito Tcherenkov inverso.[30]
- O laser de elétrons livres levou ao acelerador de laser de elétrons livres inverso.[30]
- Um laser também pode ser invertido para produzir aceleração de elétrons.[31]

### Segurança
No futuro, a possibilidade de produção de buracos negros nos aceleradores de partículas de mais alta energia pode surgir se certas previsões da teoria das supercordas se confirmarem.  Essa e outras possibilidades geraram preocupações de segurança pública que foram amplamente reportadas em conexão com o LHC, que iniciou suas operações em 2008. Os diversos cenários potencialmente perigosos foram avaliados como apresentando "nenhum perigo concebível" na mais recente avaliação de risco produzida pelo Grupo de Avaliação de Segurança do LHC. Se buracos negros forem produzidos, prevê-se teoricamente que esses buracos negros pequenos devem evaporar extremamente rapidamente por meio da radiação de Bekenstein–Hawking, embora isso ainda não tenha sido confirmado experimentalmente. Se colisores puderem produzir buracos negros, raios cósmicos (e particularmente raios cósmicos de ultra-alta energia, UHECRs) devem tê-los produzido por eons, mas ainda não causaram nenhum dano. Argumenta-se que, para conservar energia e momento, qualquer buraco negro criado em uma colisão entre um UHECR e matéria local necessariamente seria produzido movendo-se a uma velocidade relativística em relação à Terra, e deveria escapar para o espaço, já que sua taxa de acreção e crescimento seria muito lenta, enquanto buracos negros produzidos em colididores (com componentes de massa igual) teriam alguma chance de ter uma velocidade menor que a velocidade de escape da Terra, 11,2 km por segundo, e estariam sujeitos a captura e crescimento subsequente. No entanto, mesmo em tais cenários, as colisões de UHECRs com anãs brancas e estrelas de nêutrons levariam à sua rápida destruição, mas esses corpos são observados como objetos astronômicos comuns. Assim, se buracos negros microscópicos estáveis forem produzidos, eles devem crescer muito lentamente para causar qualquer efeito macroscópico perceptível dentro da vida natural do sistema solar.